# 皆藤幸蔵
皆藤 幸蔵（かいとう こうぞう、1904年 - 1983年2月5日）は、日本の翻訳家、国際ジャーナリスト。東京外国語学校英語科卒業。
茨城県出身。同盟通信ロンドン特派員、時事通信外信部長、リーダーズ・ダイジェスト編集総務などを歴任。戦後は『アンネの日記』の翻訳のほか、国際問題、推理小説などを翻訳した。

## 著書
- 『時事英語の研究』（文建書房） 1955

## 翻訳
- 『光ほのかに アンネ・フランクの日記』（アンネ・フランク、文芸春秋新社） 1952
- 『今日のソ連 一科学者の印象記』（S・M・マントン、岩波新書） 1954
- 『この眼でみたインドシナ ホー・チ・ミンはいかに戦つたか』（ジョゼフ・R・スタロビン、岩波新書） 1955
- 『アメリカの新聞』（F・L・モット、時事通信社） 1955
- 『死刑囚2455号』（C・チエスマン、新潮社） 1956
- 『国際政治と民主主義』（L・B・ピアソン、時事通信社） 1956
- 『アンネの日記』【新訂版】（アンネ・フランク、文芸春秋新社） 1956、のち文庫
- 『ソヴェト全体主義と粛清』（Z・ブルゼジンスキー、時事通信社、時事新書） 1957
- 『ジョン・フォスター・ダレス』（ジョン・R・ビール、時事通信社） 1957
- 『心の晴れやかな生活』（R・V・C・ボドリー、ダイヤモンド社） 1957
- 『いとしのガブリエル』（ガブリエルソン、大日本雄弁会講談社） 1958
- 『ゲバラ』（シンクレア、新潮社、現代の思想家） 1971
- 『銀塊の海』（ハモンド・イネス、早川書房） 1971、のち文庫
- 『トッド調書』（コリア・ヤング、早川書房、世界ミステリシリーズ） 1971
- 『拳銃をもつジョニー』（ジョン・ボール、早川書房、世界ミステリシリーズ） 1971
- 『魔術師が多すぎる』（ランドル・ギャレット、早川書房） 1971、のち文庫
- 『ガラス箱の蟻』（ピーター・ディキンスン、早川書房、世界ミステリシリーズ） 1971
- 『静かな罠 中東動乱のユダヤ・スパイ』（ツワイ・オールドビー, ジェロルド・バリンジャー、日本リーダーズダイジェスト、ペガサスドキュメント） 1972
- 『コルディッツ大脱走 ナチを出し抜いた創意と冒険の記録』（P・リード、光文社、カッパ・ブックス） 1973
- 『この目で見た世界史 動乱の十年回想』（ロバート・ペイン、時事通信社） 1973
- 『愛と死のイスラエル』（アモス・コレック、早川書房） 1973
- 『盗まれた情報局』（ビクター・マーケイティー、日本リーダーズダイジェスト） 1973
- 『空白との契約』（スタンリイ・エリン、早川書房） 1973、のち文庫
- 『続コルディッツ大脱走』（P・リード、光文社、カッパ・ブックス） 1974
- 『五つの死の宝石』（ジョン・ボール、早川書房、世界ミステリシリーズ） 1974
- 『草原の子ら』（ハーバート・ハーカー、早川書房、ハヤカワ・ノヴェルズ） 1975
- 『日曜日ラビは家にいた』（ハリイ・ケメルマン、早川書房） 1975、のち文庫
- 『テレフォン指令』（ウォルター・ウェイジャー、早川書房、ハヤカワ・ノヴェルズ） 1976
- 『私立探偵ハリーO』（リー・ヘイズ、早川書房、Hayakawa books） 1976
- 『空白のシナリオ』（リー・ヘイズ、ハヤカワ文庫） 1977.11
- 『勝者の世代』（バート・ハーシュフェルド、早川書房、ハヤカワ・ノヴェルズ） 1977.12
- 『A型の女』（マイクル・Z・リューイン、早川書房、世界ミステリシリーズ） 1978.6
- 『死の演出者』（マイクル・Z・リューイン、早川書房、世界ミステリシリーズ） 1978.11
- 『コンピューター404の殺人』（エドワード・D・ホック、ハヤカワ・ミステリ文庫） 1980.6
- 『デスーザ警部と消された証人』（フレニイ・オルブリッチ、早川書房） 1981.5
- 『デスーザ警部と殺人組織』（フレニイ・オルブリッチ、早川書房、世界ミステリシリーズ） 1981.10
- 『ラビとの対話』（ハリイ・ケメルマン、早川書房） 1982.12

### パトリシア・モイーズ
- 『死の贈物』（パトリシア・モイーズ、早川書房、世界ミステリシリーズ） 1971
- 『ココナッツ殺人』（パトリシア・モイーズ、早川書房、世界ミステリシリーズ） 1979.4
- 『サイモンは誰か?』（パトリシア・モイーズ、早川書房、世界ミステリシリーズ） 1980.1